# Synodontis batesii
Synodontis batesii là tên của một loài cá da trơn thuộc họ Mochokidae có nguồn gốc từ các sông của các nước Cameroon, Cộng hòa Dân chủ Congo, Guinea Xích Đạo và Gabon. Mẫu vật của loài này được thu thập lần đầu bởi GL Bates và được mô tả bởi nhà động vật học Bỉ-Anh George Albert Boulenger vào năm 1907, dựa trên việc quan sát các mẫu vật ở sông Dja, gần Bitye ở Cameroon. Tên của loài "batesii" dùng để chỉ tên của người thu thập mẫu vật.
Cơ thể của cá có màu nâu, có sọc nhỏ màu trắng cẩm thạch chia cơ thể nó theo chiều ngang. Ở giữa cơ thể và gần đuôi nó thì có màu cẩm thạnh. Tức là cơ thể nó có màu nâu, cẩm thạch rồi đến nâu rồi lại cẩm thạch.
Giống như các thành viên khác của chi, loài cá này có xương nhọn gắn vào phần "nắp" đầu cứng trên đầu và vươn rộng ra ngoài khi mở mang. Do cái xương nhọn này nên khi chúng vướng phải bao nilon hay lưới đánh cá thì sẽ rất khó để di chuyển. Tia đầu tiên của vây lưng và vây ngực thì cứng và có răng cưa. Vây đuôi tách ra làm hai hướng. Ngoài ra, răng của nó thì có hình nón ở hàm trên, ở hàm dưới thì răng có hình chữ S và có thể di chuyển được. Chúng có ba cặp râu, một cặp kéo dài đến khoảng giữa cột sống ngực, hai cặp còn lại thì phân nhánh. Vây mỡ (phần vây ở sau vây lưng và ở phía trước vây đuôi) thì nhỏ.
Loài này có thể phát triển đến kích thước là 11,5 cm (4,5 in) nhưng trường hợp loài này đạt đến 12,6 cm (5,0 in) khi ở trong tự nhiên thì đã được ghi nhận.
Trong tự nhiên, loài sống trong vùng nước nhiệt đới với nhiệt độ từ 23 đến 26 °C (73 đến 79 °F) và độ pH 6,5 - 7,0.